# Чотирикутник
Чотирикутник — це частина площини, обмежена простою замкненою ламаною, яка містить чотири (4) ланки. Вона складається з чотирьох (4) вершин (точок) і чотирьох сторін (відрізків), що послідовно їх сполучають. При цьому жодні три з даних точок не повинні лежати на одній прямій. Вершини чотирикутника називаються сусідніми, якщо вони є кінцями однієї з його сторін. Несусідні вершини називаються протилежними. Відрізки, що сполучають протилежні вершини чотирикутника, називаються діагоналями.

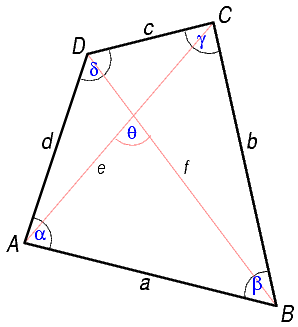
Зображення 1. Приклад чотирикутника

У чотирикутнику на зображені 1 діагоналями є відрізки AC і BD.
Сторони чотирикутника, що виходять з однієї вершини, називаються сусідніми сторонами. Сторони, які не мають спільного кінця, називаються протилежними сторонами. У чотирикутнику на даному малюнку протилежними сторонами є сторони AB і CD, BC і AD. Чотирикутник позначають, записуючи його вершини. Наприклад, чотирикутник на зображені 1 позначено так: ABCD. У позначенні чотирикутника вершини, що стоять поряд, повинні бути сусідніми. Чотирикутник ABCD можна також позначити BCDA або DCBA. Але не можна позначити ABDC (B і D — не сусідні вершини).
Внутрішні кути простого чотирикутника ABCD мають в сумі 360 градусів, тобто
{\displaystyle \angle A+\angle B+\angle C+\angle D=360^{\circ }.}
Сума довжин усіх сторін чотирикутника називається периметром.

## Прості чотирикутники
Будь-який чотирикутник, сторони якого не перетинаються є простим чотирикутником.

### Опуклі чотирикутники
В опуклих чотирикутників всі внутрішні кути є меншими за 180°, а дві діагоналі знаходяться в середині чотирикутника.
- Неправильний чотирикутник: не має паралельних сторін.
- Трапеція: одна пара протилежних сторін є паралельною.
- Рівнобічна трапеція: одна пара протилежних сторін є паралельними, а кути нахилу сторін при основі є рівними. Альтернативними визначеннями є: чотирикутник що має вісь симетрії, яка перетинає пару протилежних сторін, або трапеція із діагоналями рівної довжини.
- Паралелограм: чотирикутник із двома парами паралельних сторін. еквівалентною умовою є те, що його протилежні сторони мають однакову довжину; що протилежні кути рівні; або що діагоналі перетинаються і ділять одна одну навпіл. До паралелограмів відноситься ромб, прямокутник, а також квадрат.
- Ромб: всі чотири сторони мають однакову довжину. Або еквівалентно: діагоналі перпендикулярні і перетином ділять навпіл одна одну. Не формально це є «сплюснутий квадрат» (але строго математично квадрат теж є ромбом).
- Ромбоїд: паралелограм в якого суміжні сторони мають різні довжини а деякі кути тупими (не має прямих кутів). Деякі джерела називають його паралелограмом, що не є ромбом.[1]
- Прямокутник: всі чотири кути є прямими кутами. Еквівалентно: діагоналі мають однакову довжину і при перетині діляться навпіл. До прямокутників відноситься і квадрат.
- Квадрат: всі чотири сторони мають однакову довжину, а чотири кути є прямими. Діагоналі перетинають одна одну навпіл і під прямим кутом, а також мають однакову довжину. Чотирикутник є квадратом тоді і лише тоді, коли він одночасно є ромбом і прямокутником (чотири рівні сторони і чотири однакові кути).
- Дельтоїд: дві пари прилеглих сторін мають однакову довжину. З цього випливає, що одна з діагоналей розділяє дельтоїд на конгруентні трикутники, і два кути між парами нерівних сторін мають однакову величину. Також, його діагоналі є перпендикулярними. До дельтоїдів відноситься ромб.

- Описаний чотирикутник: чотири сторони є дотичними до вписаного кола. Опуклий чотирикутник може описати коло тоді і лише тоді коли суми його протилежних сторін рівні.
- Описана трапеція: трапеція, чотири сторони якої є дотичними до вписаного кола.
- Вписаний чотирикутник: чотири вершини лежать на описаному колі. Опуклий чотирикутник є вписаним, тоді і тільки тоді коли суми протилежних кутів дорівнюють 180°.
- Прямокутний дельтоїд: дельтоїд, дві протилежні кути якого є прямими. Він є одним із видів вписаних чотирикутників.
- Біцентричний чотирикутник: чотирикутник, який одночасно є вписаним у коло і описаним колом.
- Ортодіагональний чотирикутник: діагоналі перетинаються під прямим кутом.
- Зовні-описаний чотирикутник: продовження чотирьох сторін є дотичними до зовнішнього кола.
- Зовні-біцентричний чотирикутник: зовні-описаний чотирикутник, який є одночасно вписаним.

### Увігнуті чотирикутники
В увігнутих чотирикутників, один із внутрішніх кутів є більшим за 180° а одна із двох діагоналей лежить за межами чотирикутника.

## Складні чотирикутники

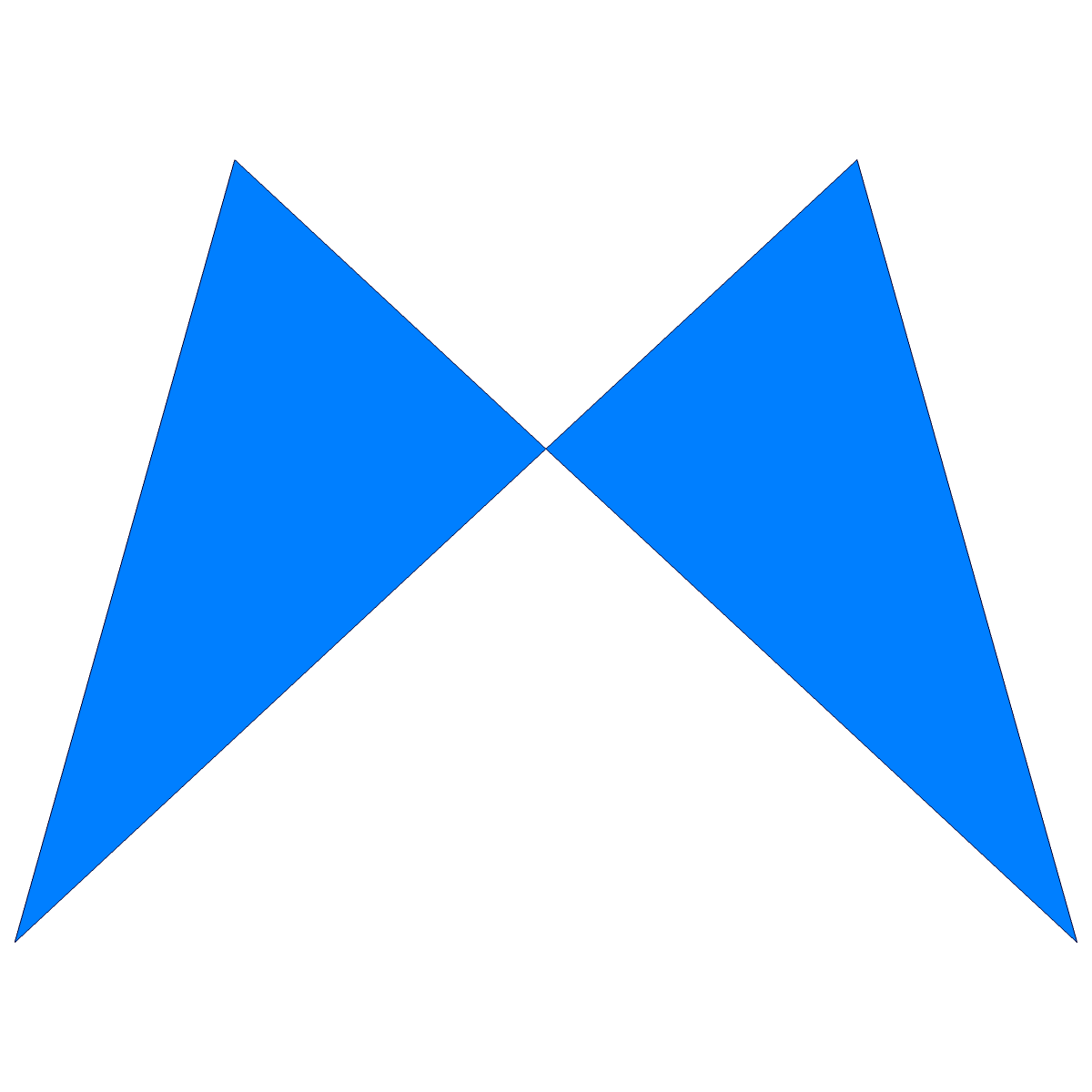
Антипаралелограм

До складних чотирикутників відносять не правильні чотирикутники, грані яких перетинаються. Такі чотирикутники перетинають самі себе і мають ряд не формальних назв: перехрещений чотирикутник, чотирикутник-метелик або бантик.
Сума внутрішніх кутів перехрещеного чотирикутника буде дорівнювати 720°, а два внутрішні кути в ньому є розгорнутими і знаходяться ззовні. Тобто перехрещеного чотирикутника, чотири «внутрішні» кути знаходяться по обидві сторони перетину (два гострих і два розгорнутих, всі з лівої сторони або з правою, в залежності від того в якому порядку перераховуються).
- Перехрещена трапеція[3]: перехрещений чотирикутник, в якому (як у трапеції) одна пара не суміжних сторін є паралельною
- Антипаралелограм: перехрещений чотирикутник в якого (як в паралелограма) кожна пара не суміжних сторін мають однакову довжину.
- Перехрещений прямокутник: це антипаралелограм, сторонами якого є дві протилежні сторони і дві діагоналі звичайного прямокутника, таким чином від має одну пару протилежних сторін, що є паралельними.
- Перехрещений квадрат: особливий випадок перехрещеного прямокутника, в якого дві сторони перетинаються під прямими кутами.

## Повний чотирибічник

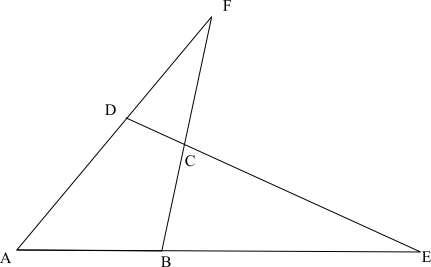
Повний чотирибічник

Хоча така назва може бути еквівалентна чотирикутнику, в неї часто вкладають додатковий сенс. Четвірка прямих, ніякі дві з яких не паралельні і ніякі три не проходять через одну точку, називається повним чотирибічником. Така конфігурація зустрічається в деяких твердженнях евклідової геометрії (наприклад, теорема Менелая, пряма Ньютона - Гауса, пряма Обера, Теорема Мікеля тощо), в яких часто всі прямі є взаємозамінними.

## Особливі відрізки
Двома діагоналями опуклого чотирикутника є відрізки, що сполучають протилежні вершини.
Двома бімедіанами (англ. bimedians) опуклого чотирикутника є відрізки, що сполучають середини протилежних сторін. Вони перетинаються у точці, яка називається «центроїдом» вершин чотирикутника.
Також в опуклому чотирикутнику бівисотою (англ. maltitude) будемо називати висоту, яка має основу у середині протилежної сторони. Всього у чотирикутнику можна провести чотири бівисоти.

## Площа
Існує декілька загальних формул розрахунку площі S опуклого чотирикутника ABCD із сторонами a = AB, b = BC, c = CD і d = DA.

### Тригонометричні формули
Площа чотирикутника може бути задана за допомогою тригонометричних функцій таким чином:
{\displaystyle S={\tfrac {1}{2}}ef\cdot \sin \theta ,}
де довжини кожної діагоналі задані як e і f, а кут між ними дорівнює θ. У випадку коли діагоналі перпендикулярні (тобто для ромба, квадрата і дельтоїда), ця формула спрощується до {\displaystyle S={\tfrac {1}{2}}ef} оскільки θ дорівнює 90°.
Площу можна розрахувати через бімедіани таким чином
{\displaystyle S=mn\cdot \sin \varphi ,}
Де довжини медіан дорівнюють m і n, а кут між ними дорівнює φ.
Формула Бретшнайдера визначає площу черед дві сторони і два протилежних кута:
{\displaystyle {\begin{aligned}S&={\sqrt {(s-a)(s-b)(s-c)(s-d)-{\tfrac {1}{2}}abcd\;[1+\cos(\angle A+\angle C)]}}\\&={\sqrt {(s-a)(s-b)(s-c)(s-d)-abcd\left[\cos ^{2}\left({\tfrac {\angle A+\angle C}{2}}\right)\right]}}\end{aligned}}}
де сторони відповідно задані як a, b, c, d, і де s є півпериметром, а A і C є двома (будь-якими) протилежними кутами. Для вписаного чотирикутника цей вираз спрощується до формули Брамагупти, оскільки A + C = 180°.
Іншою формулою для розрахунку площі через кути і сторони, де кут C знаходиться між сторонами b і c, а кут A між сторонами a та d, є
{\displaystyle S={\tfrac {1}{2}}ad\cdot \sin {A}+{\tfrac {1}{2}}bc\cdot \sin {C}.}
У випадку із вписаним чотирикутником, остання формула скорочується до {\displaystyle S={\tfrac {1}{2}}(ad+bc)\sin {A}.}
Для паралелограма, де обидві пари протилежних сторін і кутів є рівними, ця формула в свою чергу спрощується до виразу {\displaystyle S=ab\cdot \sin {A}.}
Альтернативним чином, можна визначити площу чотирикутника через сторони і кут перетину його діагоналей θ, для тих випадків доки цей кут не дорівнює 90°:
{\displaystyle S={\frac {|{\mathrm {tg} \,\theta }|}{4}}\cdot \left|a^{2}+c^{2}-b^{2}-d^{2}\right|.}
У випадку з паралелограмом, остання формула буде виглядати як {\displaystyle S={\tfrac {1}{2}}|{\mathrm {tg} \,\theta }|\cdot \left|a^{2}-b^{2}\right|.}
Іншою формулою, що містить сторони a, b, c, d є
{\displaystyle S={\tfrac {1}{4}}{\sqrt {(2(a^{2}+c^{2})-4x^{2})(2(b^{2}+d^{2})-4x^{2})}}\sin {\varphi }}
де x є відстанню між середніми точками діагоналей, а φ є кутом між бімедіанами.
І ще однією тригонометричною формулою, що містить сторони a, b, c, d і кут α між a і b є:
{\displaystyle S={\tfrac {1}{2}}ab\cdot \sin {\alpha }+{\tfrac {1}{4}}{\sqrt {4c^{2}d^{2}-(c^{2}+d^{2}-a^{2}-b^{2}+2ab\cdot \cos {\alpha })^{2}}},}
що може використовуватися і як площа увігнутого чотирикутника (що має увігнуту частину протилежну до кута α) змінивши перший знак + на -.

### Не-тригонометричні формули
Дві наступні формули задають площу S чотирикутника через сторони a, b, c, d, напівпериметр s, і діагоналі e, f:
{\displaystyle S={\sqrt {(s-a)(s-b)(s-c)(s-d)-{\tfrac {1}{4}}(ac+bd+ef)(ac+bd-ef)}},}
{\displaystyle S={\tfrac {1}{4}}{\sqrt {4e^{2}f^{2}-\left(a^{2}+c^{2}-b^{2}-d^{2}\right)^{2}}}.}
Перше рівняння зводиться до формули Брахмагупти для вписаного чотирикутника, оскільки в такому випадку ef = ac + bd.
Площу також можна задати через бімедіани m, n і діагоналі e, f:
{\displaystyle S={\tfrac {1}{2}}{\sqrt {(m+n+e)(m+n-e)(m+n+f)(m+n-f)}},}
{\displaystyle S={\tfrac {1}{2}}{\sqrt {e^{2}f^{2}-(m^{2}-n^{2})^{2}}}.}:Thm. 7
Насправді, будь-яке з трьох значень m, n, e, і f є достатнім для визначення площі, оскільки для будь-якого чотирикутника ці чотири значення пов'язані рівнянням {\displaystyle e^{2}+f^{2}=2(m^{2}+n^{2}).}:p. 126 Відповідними спрощеними виразами будуть такі рівняння для розрахунку площі:
{\displaystyle S={\tfrac {1}{2}}{\sqrt {[(m+n)^{2}-e^{2}]\cdot [e^{2}-(m-n)^{2}]}},}
якщо дані довжини двох бімедіан і діагональ, і
{\displaystyle S={\tfrac {1}{4}}{\sqrt {[(e+f)^{2}-4m^{2}]\cdot [4m^{2}-(e-f)^{2}]}},}
якщо відомі довжини двох діагоналей і одна бімедіана.

### Векторна форма
Площу чотирикутника ABCD можна розрахувати за допомогою векторів. Нехай вектори AC і BD утворюють діагоналі від A до C і від B до D. Площа чотирикутника тоді дорівнюватиме
{\displaystyle S={\tfrac {1}{2}}|\mathbf {AC} \times \mathbf {BD} |,}
що є половиною величини векторного добутку векторів AC і BD. У двовимірному Евклідовому просторі, вектор AC можна задати у вигляді вектора у Декартовому просторі як (x1,y1) і вектор BD як (x2,y2), тому рівняння можна переписати таким чином:
{\displaystyle S={\tfrac {1}{2}}|x_{1}y_{2}-x_{2}y_{1}|.}

## Теореми
1. Добутки площ трикутників, утворених частинами діагоналей від їх країв до їх перетину і протилежними сторонами чотирикутника, рівні.
2. Сума кутів опуклого чотирикутника дорівнює 360°.
3. У будь-якому вписаному чотирикутнику суми протилежних кутів дорівнють 180°.
4. У будь-якому описаному чотирикутнику суми протилежних сторін рівні.

## Діагоналі

### Довжина діагоналей
Довжини діагоналей опуклого чотирикутника ABCD із відповідними вершинами A, B, C, D і сторонами a = AB, b = BC, c = CD, і d = DA, довжини діагоналей p = AC і q = BD можна розрахувати за допомогою теореми косинусів для кожного трикутника, що утворені діагоналями і двома сторонами чотирикутника. Таким чином
{\displaystyle p={\sqrt {a^{2}+b^{2}-2ab\cos {B}}}={\sqrt {c^{2}+d^{2}-2cd\cos {D}}}}
і
{\displaystyle q={\sqrt {a^{2}+d^{2}-2ad\cos {A}}}={\sqrt {b^{2}+c^{2}-2bc\cos {C}}}.}
Інші, більш симетричні формули для знаходження довжин діагоналей:
{\displaystyle p={\sqrt {\frac {(ac+bd)(ad+bc)-2abcd(\cos {B}+\cos {D})}{ab+cd}}}}
і
{\displaystyle q={\sqrt {\frac {(ab+cd)(ac+bd)-2abcd(\cos {A}+\cos {C})}{ad+bc}}}.}

### Узагальнення правила паралелограма і теореми Птолемея
Для будь-якого опуклого чотирикутника ABCD, сума квадратів чотирьох сторін дорівнює сумі квадратів двох діагоналей плюс чотири квадрати лінійного сегменту, що сполучає середні точки діагоналей. Тобто
{\displaystyle a^{2}+b^{2}+c^{2}+d^{2}=p^{2}+q^{2}+4x^{2}}
де x це відстань між середніми точками діагоналей.:p.126 Це рівняння відоме як теорема Ейлера про чотирикутник і є узагальненням для правила паралелограма.
Німецький математик Карл Антон Бретшнейдер в 1842 вивів наступне узагальнення для теореми Птолемея, стосовно добутку діагоналей опуклого чотирикутника
{\displaystyle p^{2}q^{2}=a^{2}c^{2}+b^{2}d^{2}-2abcd\cos {(A+C)}.}
Це рівняння можна вважати аналогічним до теореми косинусів для чотирикутника. Для вписаного чотирикутника, в якого {\displaystyle {(A+C)}=180^{\circ }}, це рівняння спрощується до pq = ac + bd. Оскільки {\displaystyle \cos {(A+C)}\geqslant -1}, таким чином, це також доводить нерівність Птолемея.

## Бімедіани

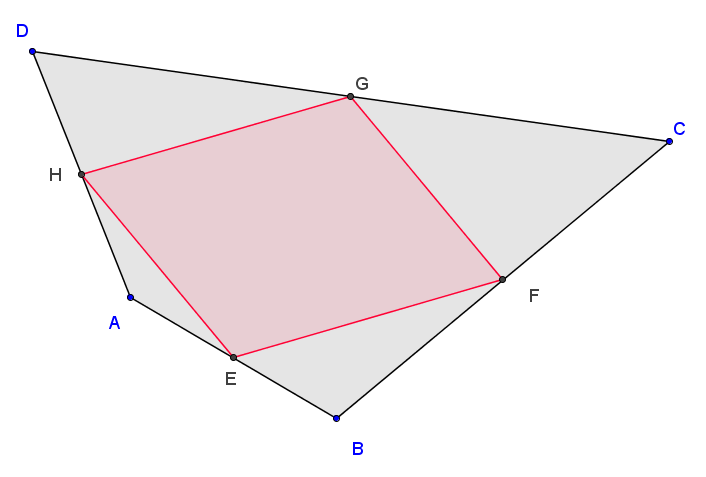
Паралелограм Варіньона EFGH

Бімедіанами чотирикутника є такі лінійні відрізки, що сполучають середні точки його протилежних сторін. Перетином бімедіан є центроїд вершин чотирикутника.
Середні точки будь-якого чотирикутника (опуклого, увігнутого або перехрещеного) є вершинами паралелограма, що називається паралелограмом Варіньона. Він має такі властивості:
- Кожна пара протилежних сторін паралелограма Варіньона є паралельними діагоналі початкового чотирикутника.
- Сторона паралелограма Варіньона має довжину, що дорівнює половині довжини діагоналі початкового чотирикутника до якої ця сторона є паралельною.
- Площа паралелограма Варіньона дорівнює половині площі початкового чотирикутника. Це є вірним для опуклих, увігнутих і перехрещених чотирикутників, де площа останнього задається як різниці площ трикутників з яких він складається.[19]
- Периметр паралелограма Варіньона дорівнює сумі довжин діагоналей початкового чотирикутника.
- Діагоналі паралелограма Варіньона є бімедіанами початкового чотирикутника.

Дві бімедіани чотирикутника і лінійні відрізки, що сполучають середні точки діагоналей в тому чотирикутнику є конкурентними прямими і всі поділяються навпіл точкою їх перетину.:p.125
Для опуклого чотирикутника із сторонами a, b, c і d, довжина бімедіани, що сполучає середні точки сторін a і c дорівнюватиме
{\displaystyle m={\tfrac {1}{2}}{\sqrt {-a^{2}+b^{2}-c^{2}+d^{2}+p^{2}+q^{2}}}}
де p і q є довжинами діагоналей. Довжина бімедіани, що сполучає середні точки сторін b і d дорівнює
{\displaystyle n={\tfrac {1}{2}}{\sqrt {a^{2}-b^{2}+c^{2}-d^{2}+p^{2}+q^{2}}}.}
Отже:p.126
{\displaystyle \displaystyle p^{2}+q^{2}=2(m^{2}+n^{2}).}
Це також є наслідком застосування правила паралелограма до паралелограма Варіньона.
Довжину бімедіан також можна виразити через дві протилежні сторони і відстань x між середніми точками діагоналей. Це можна отримати застосувавши теорему Ейлера для чотирикутників щодо вищезгаданих формул. Звідки отримаємо
{\displaystyle m={\tfrac {1}{2}}{\sqrt {2(b^{2}+d^{2})-4x^{2}}}}
і
{\displaystyle n={\tfrac {1}{2}}{\sqrt {2(a^{2}+c^{2})-4x^{2}}}.}
Зверніть увагу, що дві протилежні сторони в цих формулах не є тими двома сторонами, що сполучає бімедіана.
Для опуклого чотирикутника є справедливим такий дуальний взаємозв'язок між бімедіанами і діагоналями:
- Дві бімедіани мають однакову довжину тоді і лише тоді, коли дві діагоналі є перпендикулярними.
- Дві бімедіани є перпендикулярними, толі і лише тоді, коли дві діагоналі мають однакову довжину.

## Тригонометричні тотожності
Чотири кути простого чотирикутника ABCD задовольняють таким рівнянням:
{\displaystyle \sin {A}+\sin {B}+\sin {C}+\sin {D}=4\sin {\frac {A+B}{2}}\sin {\frac {A+C}{2}}\sin {\frac {A+D}{2}}}
і
{\displaystyle {\frac {\tan {A}\tan {B}-\tan {C}\tan {D}}{\tan {A}\tan {C}-\tan {B}\tan {D}}}={\frac {\tan {(A+C)}}{\tan {(A+B)}}}.}
Також,
{\displaystyle {\frac {\tan {A}+\tan {B}+\tan {C}+\tan {D}}{\cot {A}+\cot {B}+\cot {C}+\cot {D}}}=\tan {A}\tan {B}\tan {C}\tan {D}.}
У двох останніх формулах, жоден з кутів не може бути прямим кутом, оскільки тангенс 90° є не визначеним.

## Нерівності

### Площа
Якщо опуклий чотирикутник має сторони a, b, c, d і діагоналі p, q, тоді його площа S задовольняє нерівностям
{\displaystyle S\leq {\tfrac {1}{4}}(a+c)(b+d)}, що буде рівністю лише для прямокутника.
{\displaystyle S\leq {\tfrac {1}{4}}(a^{2}+b^{2}+c^{2}+d^{2})} , що буде рівністю лише для квадрата.
{\displaystyle S\leq {\tfrac {1}{4}}(p^{2}+q^{2})}, що буде рівністю лише якщо дві діагоналі є перпендикулярними і мають однакову довжину.
{\displaystyle S\leq {\tfrac {1}{2}}{\sqrt {(a^{2}+c^{2})(b^{2}+d^{2})}}}, що є рівністю лише для прямокутника.
Із формули Бретшнайдера прямо випливає, що площа чотирикутника задовольнятиме нерівності
{\displaystyle S\leq {\sqrt {(s-a)(s-b)(s-c)(s-d)}}}
що буде рівністю тоді й лише тоді коли чотирикутник є вписаним чотирикутником або виродженим, тобто таким що довжина однієї зі сторін дорівнюватиме сумі довжин інших трьох (тобто він перетворився у відрізок, тому його площа дорівнює нулю).
Площа будь-якого чотирикутника також задовольнятиме нерівності
{\displaystyle \displaystyle S\leq {\tfrac {1}{2}}{\sqrt[{3}]{(ab+cd)(ac+bd)(ad+bc)}}.}
Позначивши периметр чотирикутника як L, матимемо наступне:p.114
{\displaystyle S\leq {\tfrac {1}{16}}L^{2},}
що буде рівністю лише для випадку із квадратом.
Площа опуклого чотирикутника також задовольняє:
{\displaystyle S\leq {\tfrac {1}{2}}pq}
де довжини діагоналей задані як p і q, що буде рівністю лише за умови, що діагоналі перпендикулярні одна одній.

### Діагоналі і бімедіани
Наслідком із теореми Ейлера про чотирикутники є така нерівність
{\displaystyle a^{2}+b^{2}+c^{2}+d^{2}\geq p^{2}+q^{2}}
де рівність буде справедливою, тоді й тільки тоді коли чотирикутник є паралелограмом.
Ейлер також узагальнив теорему Птолемея, що є рівністю для вписаного чотирикутника, у нерівність для опуклого чотирикутника. Нерівність задає таке:
{\displaystyle pq\leq ac+bd}
що буде рівністю тоді й лише тоді, коли чотирикутник є вписаним.:p.128–129.
В опуклому багатокутнику бімедіани m, n і діагоналі p, q пов'язані між собою нерівністю
{\displaystyle pq\leq m^{2}+n^{2},}
де рівність буде справедливою тоді і лише тоді, коли діагоналі є рівними.:Prop.1 Це прямо випливає із рівності для чотирикутника {\displaystyle m^{2}+n^{2}={\tfrac {1}{2}}(p^{2}+q^{2}).}

### Сторони
Сторони a, b, c, і d будь-якого чотирикутника задовольняють нерівностям:p.228,#275
{\displaystyle a^{2}+b^{2}+c^{2}>{\frac {d^{2}}{3}}}
і :p.234,#466
{\displaystyle a^{4}+b^{4}+c^{4}\geq {\frac {d^{4}}{27}}.}

## Просторові чотирикутники

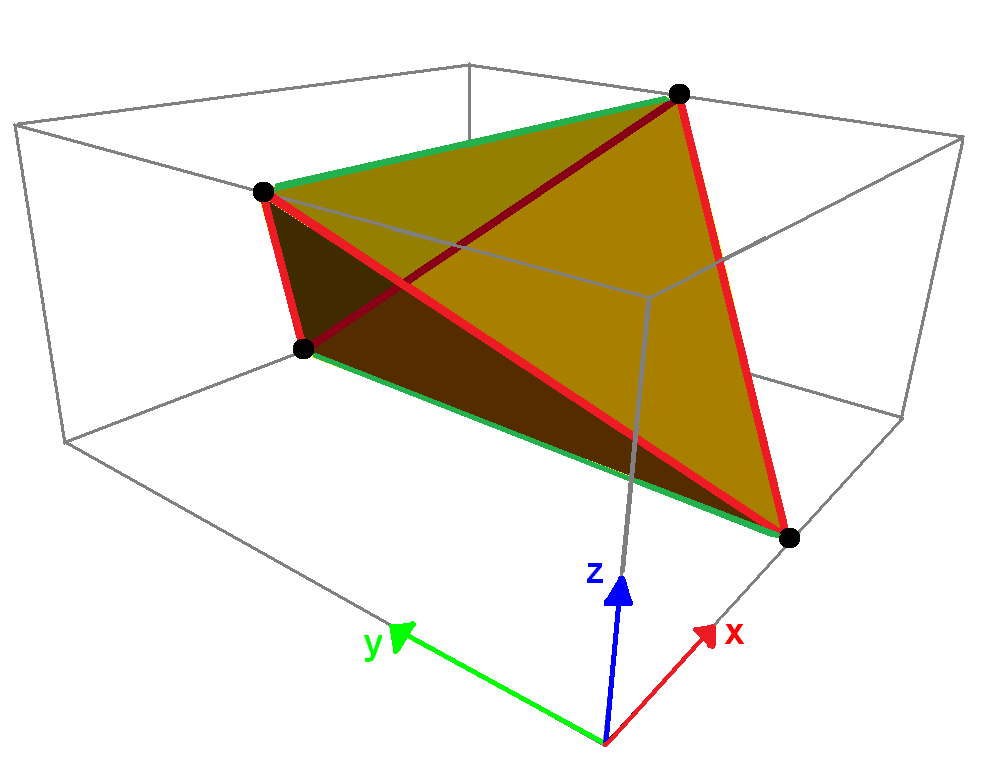
Червоним позначено бокові ребра Рівносторонній тетраедр, який є правильним зигзагоподібним косим чотирикутником.

Чотирикутник, що не знаходиться в площині називається просторовим чотирикутником або косим чотирикутником. Формули для розрахунку його двогранних кутів при відомих довжинах ребер і кутів між двома прилеглими ребрами були отримані при вивчені властивостей молекул, таких як молекули циклобутана, які містять «замкнуте» кільце із чотирьох атомів. Косий чотирикутник разом із своїми діагоналями утворює (не обов'язково правильний) тетраедр, і навпаки, кожен косий чотирикутник утворений із тетраедра, в якого усунута пара протилежних ребер.